# Forallac
Forallac – gmina w Hiszpanii, w prowincji Girona, w Katalonii, o powierzchni 50,46 km². W 2011 roku gmina liczyła 1721 mieszkańców.